# USS Yorktown (CV-10)
USS Yorktown (CV-10) bio je američki nosač zrakoplova u sastavu Američke ratne mornarice i jedan od 24 nosača klase Essex izgrađenih tijekom Drugog svjetskog rata. Bio je četvrti brod u službi Američke ratne mornarice koji nosi ime Yorktown. Izvorno je trebao biti nazvan Bon Homme Richard, ali je tijekom izgradnje preimenovan u Yorktown po nosaču USS Yorktown (CV-5) koji je potopljen u bitci kod Midwaya. Služio je od 1943. do 1970. godine. Sudjelovao je u borbama u Drugom svjetskom ratu, ratu u Vijetnamu i sudjelovao je u svemirskom programu Apollo 8. Yorktown je odlikovan s 11 borbenih zvijezda (eng. battle stars – odlikovanje za sudjelovanje u bitkama) za sudjelovanje u bitkama u Drugom svjetskom ratu.
Povučen je iz službe 1970. godine, a 1975. je postao muzejski brod.

### Zajednički poslužitelj
|  | Zajednički poslužitelj ima stranicu o temi USS Yorktown (CV-10)    |
|  | Zajednički poslužitelj ima još gradiva o temi USS Yorktown (CV-10) |